# 게가역
게가역(일본어: 毛賀駅)은 일본 나가노현 이다시에 위치한 도카이 여객철도 이다선의 철도역이다. 단선 승강장 1면 1선의 구조를 갖춘 지상역이다.

## 이용 현황
| 승차 인원 추이 | 승차 인원 추이 |
| 연도           | 1일 평균       |
| -------------- | -------------- |
| 2003           | 144            |
| 2004           | 150            |
| 2005           | 142            |
| 2006           | 125            |
| 2007           | 131            |
| 2008           | 134            |
| 2009           | 117            |
| 2010           | 114            |
| 2011           | 111            |

## 역 주변
- 국도 제151호선

## 역사
- 1927년
  - 2월 5일 : 이나 전기 철도가 이나야와타 역부터 연신했던 때의 잠정적인 종착으로서, 게가 슈텐 가정류장이 개업.
  - 4월 8일 : 이나 전기 철도가 다시나 역까지 연신했던 것에 수반해, 게가역이 개업. 동시에 게가 슈텐 가정류장은 폐지로 한다.
- 1943년 8월 1일 : 이나 전기 철도가 이다선의 일부로서 국유화되어, 일본국유철도의 역이 된다.
  - 당시는, 도카이도 본선 하마마쓰 - 나고야 간의 각 역이나 이다선의 각 역, 주오 본선 가미스와 - 시오지리 간의 각 역, 마쓰모토역을 발착하는 여객만 이용되었다.
- 1954년 12월 1일 : 도쿄도 구내의 각 역, 나가노역을 발착하는 여객도 이용가능하였다.
- 1971년
  - 4월 1일 : 여객 발착역의 제한을 철폐.
  - 12월 1일 : 업무 위탁 종료, 무인화.
- 1987년 4월 1일 : 일본국유철도 분할 민영화에 의해, 도카이 여객철도가 승계.

## 인접 역
| 도카이 여객철도 이다선 | 도카이 여객철도 이다선 | 도카이 여객철도 이다선 |
| ---------------------- | ---------------------- | ---------------------- |
| 다시나 도요하시 방면   | ■ 이다선               | 이나야와타 다쓰노 방면 |